# Amin Yoma
Amin Yoma es un director de cine nacido en Buenos Aires, Argentina, hijo de un diplomático y una actriz. Amin Yoma abandona sus estudios de diplomacia para dedicarse al cine. En el 2004 estrena su primera película intitulada El Resquicio que se estrena en el Festival Internacional de Cine de Mar del Plata
En el 2009 ganaría su primer premio al mejor actor (Festival de Strasburgo) y al director de fotografía (Festival de Granada) en el 2009
Amaranto, estrenada en el festival Internaciona de Cine de Montreal en 2012
Finalmente llegaría al Festival Internacional de Cine de Cannes donde estrenaría como productor y coprotagonista la película Naturaleza Muerta que inauguraría la sección Blood Window

## Películas
| Año  | Título            | Director | Productor | Escritor | Actor | Rol        |
| ---- | ----------------- | -------- | --------- | -------- | ----- | ---------- |
| 2004 | El Resquicio      | Sí       | Sí        | Sí       | Sí    | El "Negro" |
| 2009 | Dubai Love        | Sí       | Sí        | Sí       | Sí    | Karim      |
| 2012 | Amaranto          | Sí       | Sí        | Sí       | Sí    | Leo        |
| 2014 | Naturaleza Muerta |          | Sí        | Sí       | Sí    | Dan        |